# La Travailleuse
La Travailleuse (russe : Rabotnitsa, Работница) est une revue fondée en 1914 et publiée dans l'Empire russe, puis en Union soviétique et ensuite en fédération de Russie. Destinée aux femmes, et depuis 2001 aux familles, et abordant les questions sociales, politiques, littéraires, artistiques et de vie quotidienne, elle est une des plus anciennes revues russe, le plus ancien magazine féminin de Russie, et a été le premier magazine pour femmes socialiste, et un temps la plus orientée à gauche dans la presse féminine.
Son histoire est marquée par sa création en mars 1914 pour la journée internationale des femmes, ses liens étroits avec le féminisme socialiste soviétique et le département du travail parmi les femmes du Parti communiste soviétique, le Jenotdel, puis par son essor sous Staline et ses successeurs, jusqu'à atteindre un tirage de 23 millions d'exemplaires en 1990.
Anna Ielizarova-Oulianova, Nadejda Kroupskaïa, Inès Armand, Aleksandra Artioukhina, Vera Velitchkina, Feodossia Drabkina, Alexandra Kollontaï, Praskovia Koudelli, Zlata Lilina, Lioudmila Menjinskaïa, Klavdia Nikolaïeva, Ielena Rozmirovitch, Konkordia Samoïlova, Lioudmila Stal, Emilia Alekseïeva et d'autres participent à sa création ou sont à un moment ou un autre membres de sa rédaction.
Elle a survécu à l'effondrement de l'Union soviétique et continue de paraître, dans un format réduit. Une édition internet a été lancée en 2017.

## Histoire

### Création en 1914

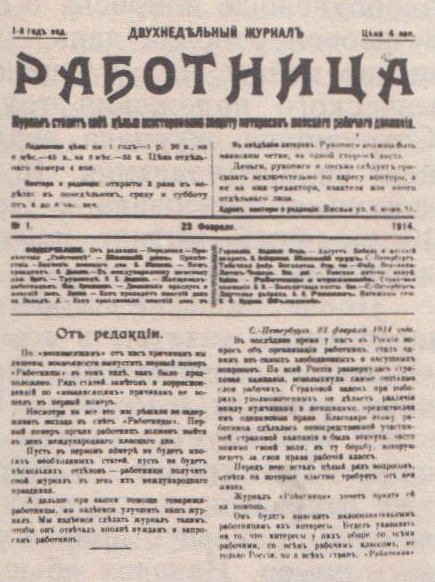
La travailleuse (Rabotnitsa) - 1er numéro (23 février) 8 mars 1914 "Former les ouvrières sans éducation politique. Montrer leurs intérêts communs avec le reste de la classe ouvrière, non seulement en Russie, mais partout au monde".

La Travailleuse est fondée sur l'initiative, ou du moins avec le soutien de Vladimir Lénine, pour la « protection des intérêts du mouvement ouvrier féminin » et pour appuyer la propagande du parti bolchévique. Nadejda Kroupskaïa, Konkordia Samoïlova Inès Armand et Anna Ielizarova-Oulianova sont directement impliquées dans sa naissance.
Felix Martsinkevitch en est le premier éditeur, et D. F. Petrovskaïa, femme d'un député bolchévique à la Douma en est la directrice de la publication. Le conseil de rédaction est composé d'Inès Armand, de Konkordia Samoïlova, d'Anna Ielizarova-Oulianova, de Lioudmila Menjinskaïa, d'Ielena Rozmirovitch et de Lioudmila Stal. L'argent nécessaire à la publication provient de collectes auprès des ouvrières.
Le premier numéro sort le 23 février 1914 (8 mars dans le calendrier grégorien), pour la 3e journée internationale des femmes, journée créée par la conférence de l'Internationale socialiste des femmes de 1910, seconde de ces journées en Russie, et celle qui précédera immédiatement la Première Guerre mondiale. La Travailleuse est aussi la première revue féminine socialiste,. Elle est tirée à 12 000 exemplaires et parait alors sans couverture, sans illustrations et sans mentions légales.
La périodicité prévue est bimensuelle. Le second numéro, du 3 mars 1914 (16 mars dans le calendrier grégorien), comporte entre autres des articles sur les manifestations du 8 mars à Petrograd et en Russie, et un article sur le mouvement des femmes en Europe occidentale. 7 numéros sont au total publiés en 1914, dont trois sont confisqués par la police ; l'édition du 26 juin 2014 (9 juillet dans le calendrier grégorien) est arrêtée par des poursuites policières. La revue cesse de paraître à la suite de ces poursuites, jusqu'à la révolution de 1917.

### En 1917 et 1918
La publication reprend du 23 mai (10 mai) 1917 au 8 février (26 janvier) 1918 en tant que revue hebdomadaire du comité central du POSDR(b). Anna Ielizarova-Oulianova prend sur elle de ne pas suivre les instructions de son frère, encore à l'étranger, et s'oppose également à Ines Armand, qui souhaitent donner une orientation théorique à la revue.
13 numéros sortent dans cette période de 9 mois. Avec 30 000 à 40 000 exemplaires imprimés, La Travailleuse est alors un des organes de presse les plus largement diffusés des bolcheviks. Lénine y publie deux articles, Y a-t-il un chemin vers une paix équitable ?, dans le n°5, et Trois crises,.
La rédaction de La Travailleuse s'implique également dans la préparation de la 1re conférence des travailleuses de la région de Petrograd, contribuant à la campagne bolchévique pour les élections, en décembre 1917, à l'assemblée constituante russe de 1918. Suivra ensuite la première conférence pan-russe des ouvrières et des paysannes, à Moscou, en novembre 1918, avec une participation de plus d'un millier de déléguées élues, et qui débouchera sur la création du département pour l'action en direction des femmes du comité central du PCR(b), le Jenotdel.
La guerre civile de 1918-1920 interrompt à nouveau la publication de la revue, qui reprendra en 1923.

### Dans les années 1920

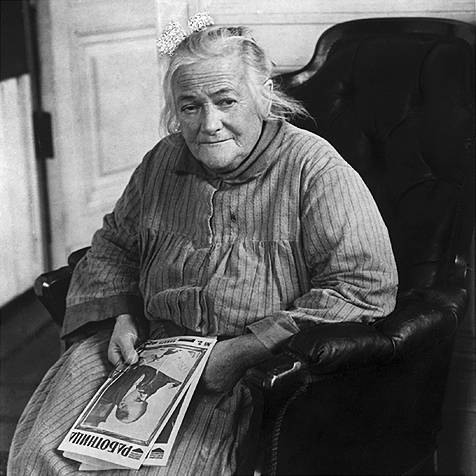
Clara Zetkin avec des exemplaires de La Travailleuse (Работница) à la main

La parution reprend avec un nouveau numéro 1 en janvier 1923 à Moscou. Sa publication est alors, avec la revue Kommounistka, et d'autres revues comme Krestianka une des composantes de l'activité du Jenotdel, dont elle est une des éditions. La rédaction, dans une déclaration aux lecteurs publiée en 1924, revient sur le fait que la tâche de la revue est non seulement de relayer les positions du parti communiste bolchévique, mais également de permettre à chaque travailleuse de s'affranchir du travail domestique et d'avoir la possibilité de s'investir dans la vie sociale. Elle a alors significativement contribué, pour cette génération à leur émancipation.
En 1924, La Travailleuse innove dans sa présentation visuelle, avec un recours croissant aux illustrations et aux photographies. Les couvertures de la revue se transforment et évoluent dans l'image qu'elles donnent aux travailleuses de la femme :
En 1926, La Travailleuse publie également des articles critiquant les résistances masculines à l'accès des femmes aux métiers de la métallurgie, de la mécanique et de la machine-outil. Elle reviendra sur ce sujet 10 ans plus tard, pour constater que les femmes « représentent maintenant plus d'un quart des effectifs de ces métiers, et presque un quart de ceux de l'industrie du charbon ».

### Après la dissolution duJenotdel
La Travailleuse subsiste à la disparition du Jenotdel, dont elle était un des organes. Elle reçoit en 1933 les félicitations de Staline, qui y apparait, notamment, en couverture du numéro

« Félicitations chaleureuses à La Travailleuse pour son dixième anniversaire. Je lui souhaite dans tous les succès dans les formations des masses des femmes prolétaires, dans l'esprit du combat pour un triomphe complet du socialisme et de la réalisation de l'héritage de notre maître Lénine (La Travailleuse , Joseph Staline, 1933) »

Comme Krestianka, La Travailleuse connait une très large audience, très au-delà des activistes et des relais du PCUS. Elle fait partie des rares publications diffusées dans l'ensemble de l'URSS.
Le tirage, qui atteint 265 000 exemplaires au début des années 1930, augmente continûment. Il recule néanmoins pendant la Deuxième Guerre mondiale de 425 à 75 000 exemplaires, mais au début des années 1950, un tirage comparable à l'avant-guerre est à nouveau atteint (350 000 exemplaires). L'augmentation est ensuite continue (12 600 000 exemplaires en 1974, 13 300 000 exemplaires en 1986),,,. La revue passe dans cette période d'une périodicité bimensuelle à hebdomadaire, puis, pendant la guerre, à partir de 1943 elle devient mensuelle,.
Malgré l'empreinte idéologique stalinienne, profonde et pesante, La Travailleuse reste tournée vers les questions sociales et de vie quotidienne, tout particulièrement dans les années d'après-guerre. Les questions relatives aux orphelinats sont par exemple abordées régulièrement.
Elle continue de comporter « des conseils et indications pour s'acquitter de ces tâches domestiques de façon à trouver plus de disponibilité et temps pour la vie sociale », qui représentent à peu près la moitié des pages. Elle publie aussi des articles sur le thème de la maternité, de l'éducation des enfants et des adolescents, des extraits littéraires et des reproductions de tableaux connus. Une rubrique spéciale est consacrée à des « modèles de création pour les enfants ». Dans la rubrique « suite à des lettres non publiées » ou « lettre des lecteurs », la rédaction indique ce qui est fait en réponse aux plaintes et aux demandes des lectrices.
En 1985, la revue La travailleuse lance une collection, qui durera trois ans, l'Académie de la maison pour le ménage et les travaux d'aiguille (russe : Домашняя Академия по домоводству и рукоделию). Elle comporte quatre divisions : la coupe et la couture, le tricot, la cuisine, et les sorties pour soi.

### Depuis 1991
Le tirage de La travailleuse atteint en 1990 23 000 000 exemplaires, mais en 1991 il chute de moitié en un an. En 1991 ses moyens sont transférés à un collectif d'édition et en 2009 à la maison d'édition (ru) Работница. Elle est relancée en 1996, mais en 2013 le tirage n'est plus que de 35 000 exemplaires.
En 2017 une édition internet, avec une formule raccourcie, est disponible sur les adresses www.rabotnitsa.su et www.rabotnitsa-magazine.ru.

## Décorations et distinctions
- Ordre du Drapeau rouge du Travail (1933) ;
- Ordre de Lénine (1964)[1].